# 月峰駅
月峰駅（ウォルボンえき、朝鮮語: 월봉역）は、朝鮮民主主義人民共和国の黄海南道三泉郡の駅で、殷栗線に属する。 

## 隣の駅
殷栗線
三泉駅 - 月峰駅 - 水橋駅